# Francisco el Matemático: Clase 2017
Francisco el Matemático: Clase 2017, es una telenovela colombiana que se estrenó en RCN Televisión el 13 de febrero de 2017, y concluyó el 2 de junio de 2017, con un total de setenta y tres episodios. La telenovela es un reinicio de Francisco el Matemático, la cual se produjo desde 1999 hasta el 2004. Está protagonizada por Carlos Torres como el personaje titular. De la serie original retornan con sus respectivos roles: Mauricio Figueroa, Ana María Aguilera ; Jorge Monterrosa ,  Juan Pablo Posada y Óscar Dueñas.
Durante su estreno el programa promedió un total de 6.0 puntos de rating, con un total de 17.9 de cuota de pantalla. Convirtiéndola es una las producciones menos vista durante su estreno. En su episodio final promedió 7.3 punto de rating, con una cuota de pantalla de 23.3.

## Reparto

### Principales
- Carlos Torres como Francisco Quintana Fraile[9][10]
- Ana María Aguilera cómo Johana Escobar[9]
- Mauricio Figueroa como Ezequiel Cuervo[10]
- María Irene Toro como Amparito[11]
- Juan David Galindo como Arturo Sanabria[9]
- Marcela Bustamante como Ingrid
- Danielle Arciniegas como María Mónica Sánchez "La Barby's"
- Victoria Ortiz como Rubí Moreno
- Katherine Escobar Farfán como Mariana Rivera Trujillo
- Laura Villa Pico como Luna García
- Gina Paola Rivera como Claudia
- Kevin Bury como Brayan Esteban Largo
- Juan Felipe Arcila como Daniel Octavio Trujillo
- Andrés Rojas como Juan Camilo "Juank" Daza
- Dylan Fuentes como Cristian Alfonso Molinares[12]
- Edinson Gil como Fabián Castro
- Cristian Duque como Giovanni Castro "Gigio"
- Guillermo Blanco como Sebastián Samper
- Alejandra Crispin como Lesly
- Ana María Pérez como Melissa
- Marianela Quintero como Cristina García

### Secundarios
- Amparo Conde como Inés Elvira de Largo[13]
- Cristian Gómez como Luis[14]
- Daniel Rincón como Enrique Moreno[15]
- Daniel Serna como "Tito"[16]
- David Noreña como Alexander Castro[17]
- Fernando Arango como Germán Largo[18]
- Hugo Urruchurto como Alfonso Molinares[19]
- Joavany Álvarez como Wilson Camargo[19]
- Jorge Monterosa como Fernando "Fercho" Lucena[20]
- Juan Pablo Posada como Carlos "El Chuly Patiño"[5]
- Julian Trujillo como "Piolín"[21]
- Luz Estrada como Ana Trujillo[22]
- María Claudia Torres como Esperanza de Rivera[20]
- María José Vargas como Juliana Largo[10]
- Marisol Correa como Nelly de Sánchez[18]
- Margarita Reyes como Gloria[10]
- Nayra Castillo como Cindy de Trujillo[20]
- Orlando Valenzuela como Carlos Rivera[20]
- Óscar Dueñas como Freddy Ordóñez[18]
- Pilar Álvarez como Lucía de Moreno[23]
- Priscilla Mendoza como Profesora Lizeth[24]
- Rafael Martínez como Gerardo Sánchez[18]
- Rocy Larrauri como Gladys de Daza[20]
- Walter Luengas como Juan Pablo Daza[25]

### Invitados
- Luisa Fernanda W como ella misma[1]
- David Escobar Gallego (DIM de Piso 21) como él mismo[26]
- Mike Bahía como él mismo[1]
- Maryln Oquendo como ella misma[27]
- Mario Ruiz como él mismo[1]

## Premios y nominaciones
| Premio                      | Fecha de ceremonia                                      | Categoría                                | Nominados                                              | Resultado |
| --------------------------- | ------------------------------------------------------- | ---------------------------------------- | ------------------------------------------------------ | --------- |
| Premios India Catalina      | XXXIV Premios India Catalina 03 de marzo de 2018        | Mejor programa juvenil                   | Mejor programa juvenil                                 | Nominada  |
| Premios India Catalina      | XXXIV Premios India Catalina 03 de marzo de 2018        | Mejor producción favorita del público    | Mejor producción favorita del público                  | Nominada  |
| Premios India Catalina      | XXXIV Premios India Catalina 03 de marzo de 2018        | Mejor talento favorito del público       | Carlos Torres                                          | Nominado  |
| Premios India Catalina      | XXXIV Premios India Catalina 03 de marzo de 2018        | Mejor banda sonora de telenovela o serie | Mike Bahía, David Arias, Óliver Camargo, Nicolás Uribe | Nominados |
| Premios TVyNovelas          | XXVI Premios TVyNovelas 16 de septiembre de 2017        | Mejor serie                              | Mejor serie                                            | Nominada  |
| Premios TVyNovelas          | XXVI Premios TVyNovelas 16 de septiembre de 2017        | Mejor actor protagónico de serie         | Carlos Torres                                          | Nominado  |
| Premios TVyNovelas          | XXVI Premios TVyNovelas 16 de septiembre de 2017        | Mejor actriz antagónica de serie         | Katherine Escobar Farfán                               | Nominada  |
| Premios TVyNovelas          | XXVI Premios TVyNovelas 16 de septiembre de 2017        | Mejor actor antagónico de serie          | Juan David Galindo                                     | Nominado  |
| Premios TVyNovelas          | XXVI Premios TVyNovelas 16 de septiembre de 2017        | Mejor actriz de reparto de serie         | Danielle Arciniegas                                    | Nominada  |
| Premios TVyNovelas          | XXVI Premios TVyNovelas 16 de septiembre de 2017        | Mejor actor de reparto de serie          | Andrés Felipe Rojas                                    | Nominado  |
| Premios TVyNovelas          | XXVI Premios TVyNovelas 16 de septiembre de 2017        | Revelación del año                       | Dylan Fuentes                                          | Nominado  |
| Premios TVyNovelas          | XXVI Premios TVyNovelas 16 de septiembre de 2017        | Revelación del año                       | Kevin Bury                                             | Ganador   |
| Premios TVyNovelas          | XXVI Premios TVyNovelas 16 de septiembre de 2017        | Mejor director de telenovela o serie     | Herney Luna y Consuelo González                        | Nominados |
| Premios TVyNovelas          | XXVI Premios TVyNovelas 16 de septiembre de 2017        | Mejor libretista de telenovela o serie   | Fernán Rivera, Juan Carlos Troncoso,Jorge Elkim Ospina | Nominados |
| Premios TVyNovelas          | XXVI Premios TVyNovelas 16 de septiembre de 2017        | Programa Favorito de plataforma digital  | La Nocturna del Jimmy                                  | Nominada  |
| Kids Choice Awards Colombia | IV Kids Choice Awards Colombia 30 de septiembre de 2017 | Programa Favorito                        | Programa Favorito                                      | Nominado  |
| Kids Choice Awards Colombia | IV Kids Choice Awards Colombia 30 de septiembre de 2017 | Actriz Favorita                          | Danielle Arciniegas                                    | Nominada  |